# Los renglones torcidos de Dios (novela)
Los renglones torcidos de Dios es una novela publicada en 1979 por Torcuato Luca de Tena (1923-1999). En ella se relata la historia de Alice Gould, una mujer que es internada en un hospital psiquiátrico siguiendo las pistas referentes a un caso de homicidio. Se plantea la duda de si la protagonista es realmente una detective o sufre una enfermedad mental.
Está prologado por el psiquiatra Juan Antonio Vallejo-Nágera (1926-1990).
Con la finalidad de documentarse adecuadamente, el autor se internó durante 18 días en una institución psiquiátrica, donde convivió directamente con enfermos mentales que sirvieron de base para la creación de los personajes de la obra.
La profunda influencia de sus experiencias dentro del hospital psiquiátrico inspiró la dedicatoria del libro:

Los renglones torcidos de Dios son, en verdad, muy torcidos. Unos hombres y unas mujeres ejemplares, tenaces y hasta heroicos, pretenden enderezarlos. A veces lo consiguen. La profunda admiración que me produjo su labor durante mi estadía voluntaria en un hospital psiquiátrico acreció la gratitud y el respeto que siempre experimenté por la clase médica. De aquí que dedique estas páginas a los médicos, a los enfermeros y enfermeras, a los vigilantes, cuidadores y demás profesionales que emplean sus vidas en el noble y esforzado servicio de los más desventurados errores de la Naturaleza.

## Películas
En México se realizó una versión cinematográfica estrenada en 1983 con idéntico título, Los renglones torcidos de Dios dirigida por Tulio Demicheli y protagonizada por los actores mexicanos Lucía Méndez (como Alicia Gould), Gonzalo Vega, Mónica Prado, Manuel Ojeda y Alejandro Camacho.
Torcuato Luca de Tena colaboró personalmente en la realización del guion.
Durante el Festival Internacional de Cine de San Sebastián de 2020 se anunció una nueva adaptación cinematográfica a cargo de Oriol Paulo y que cuenta con Bárbara Lennie como protagonista. Dicha película se estrenó finalmente el 6 de octubre de 2022, con el mismo título, Los renglones torcidos de Dios.